# Горбунов, Иван Петрович
Иван Петрович Горбунов (25 октября 1922, Скородное, Курская губерния — 29 апреля 2013, Москва) — советский военный деятель и педагог, генерал-майор. Начальник штаба и первый заместитель командующего 50-й ракетной армии (1972—1974). Начальник кафедры оперативного искусства Военной академии им. Ф. Э. Дзержинского (1974—1981).

## Биография
Родился 25 октября 1922 года в селе Скородное Белгородской области.
С 1939 года призван в ряды РККА. С 1941 года после окончания Смоленского артиллерийского училища был участником Великой Отечественной войны в составе Киевского военного округа и Юго-Западного фронта в качестве командира взвода 212-го гаубичного полка 5-й армии. С 1941 по 1945 год воевал в должностях командира огневого взвода, командира артиллерийской батареи, начальника штаба и командира артиллерийского дивизиона, участвовал в боях под Харьковом, Сталинградом, Будапештом и Веной.
С 1945 по 1948 год служил в должности начальника разведки артиллерийского полка. С 1948 по 1951 год обучался в Военной академии имени М. В. Фрунзе. С 1951 по 1960 год служил в войсках Дальневосточного военного округа в должностях начальника штаба стрелкового полка, начальника службы противовоздушной обороны стрелковой дивизии, командира стрелкового полка, командира отдельной стрелковой бригады и заместителя командира учебной мотострелковой дивизии. С 1960 года служил в составе Ракетных войск стратегического назначения СССР. С 1960 по 1961 год — командир 133-й ракетной бригады.
С 1961 по 1964 год — командир 27-й ракетной дивизии, в составе частей дивизии под руководством И. П. Горбунова состояли семнадцать пусковых ракетных установок с межконтинентальной баллистической ракетой «Р-16». 9 апреля 1962 года Постановлением СМ СССР ему было присвоено воинское звание генерал-майор. С 1976 по 1978 год — начальник штаба 8-й ракетной дивизии. С 1964 по 1966 год обучался в Военной ордена Ленина Краснознамённой ордена Суворова академии Генерального штаба Вооружённых Сил СССР имени К. Е. Ворошилова. С 1966 по 1972 год служил в Главном штабе РВСН СССР в должности начальника оперативного отдела и начальника направления войск Оперативного управления. С 1972 по 1974 год — начальник штаба и первый заместитель командующего 50-й ракетной армии. С 1974 по 1981 год на научно-педагогической работе в Военной академии им. Ф. Э. Дзержинского в качестве начальника кафедры оперативного искусства.
С 1981 года находился в запасе.
Скончался 29 апреля 2013 года в Москве.

## Награды
- Орден Отечественной войны I и II степеней
- Орден Красной Звезды
- Орден «За службу Родине в Вооружённых Силах СССР» III степени
- Медаль «За боевые заслуги»
- Медаль «За взятие Вены»
- Медаль «За взятие Будапешта»
- Медаль «За победу над Германией в Великой Отечественной войне 1941—1945 гг.»[1]